# ایجنسی (آیووا)
ایجنسی (به انگلیسی: Agency) شهری در ایالت آیووا کشور ایالات متحده آمریکا است که جمعیت آن در سرشماری سال ۲۰۱۰ میلادی، ۶۳۸ نفر بوده‌است.